# 螺钿漆花文函

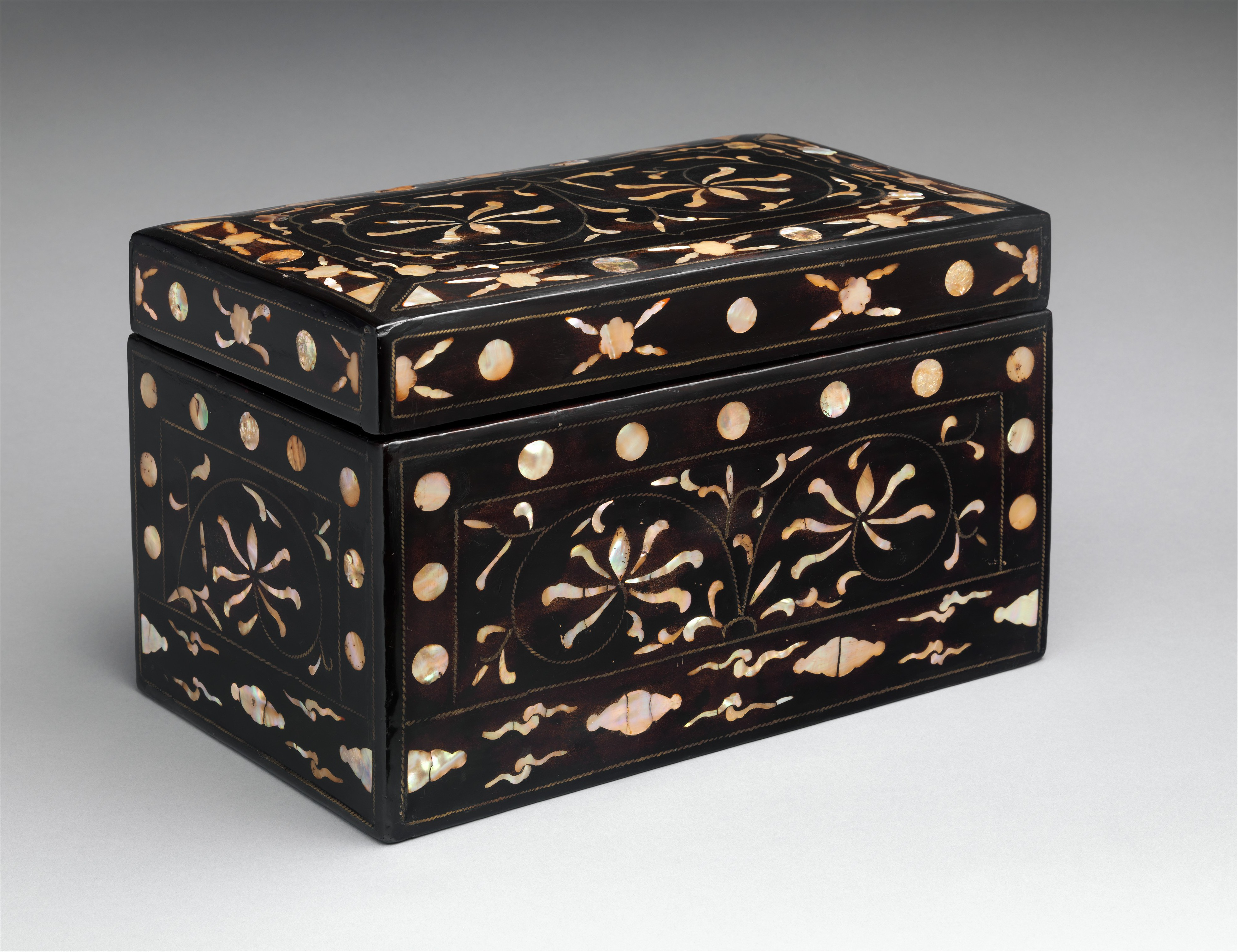
收藏于美国纽约大都会艺术博物馆的螺钿漆花文函

螺钿漆花文函是一个制作于18世纪朝鲜王朝的螺钿漆器工艺品。在这个类似于盒子的螺钿漆器外表装饰以简单花卉形式的珍珠母，扭曲的金属线构成了花的茎。几个类似于玳瑁的圆盘形状镶嵌在表面，漆器内部衬有红缎。在尺寸和形式等方面，很多螺钿漆器都与螺钿漆花文函相似。但与其他同类型作品不同的是，这件漆器在黑色涂漆上加入了金粉。

## 简介
螺钿，又称螺甸、螺填、钿嵌，是一种在漆器或木器上镶嵌贝壳或螺蛳壳的装饰工艺，也用于金属和其他表面的装饰。在中国，螺钿工艺在周代就已经流传甚广。历经发展，至唐五代时达到很高水平，明清时达到鼎峰。螺钿漆花文函制作于18世纪朝鲜王朝时期，在尺寸和形式等方面与其他螺钿漆器大都相似，如在漆器外表装饰以简单花卉形式的珍珠母，扭曲的金属线构成了花的茎，几个类似于玳瑁的圆盘形状镶嵌在表面，漆器内部衬有红缎等。但与其他同类型作品不同的是，这件漆器在黑色涂漆上加入了金粉，这是其他螺钿漆器很少见的装饰手法。2015年，由佛罗伦萨和赫伯特欧文赠送给美国纽约大都会艺术博物馆，共对外展出过8次。

## 图册

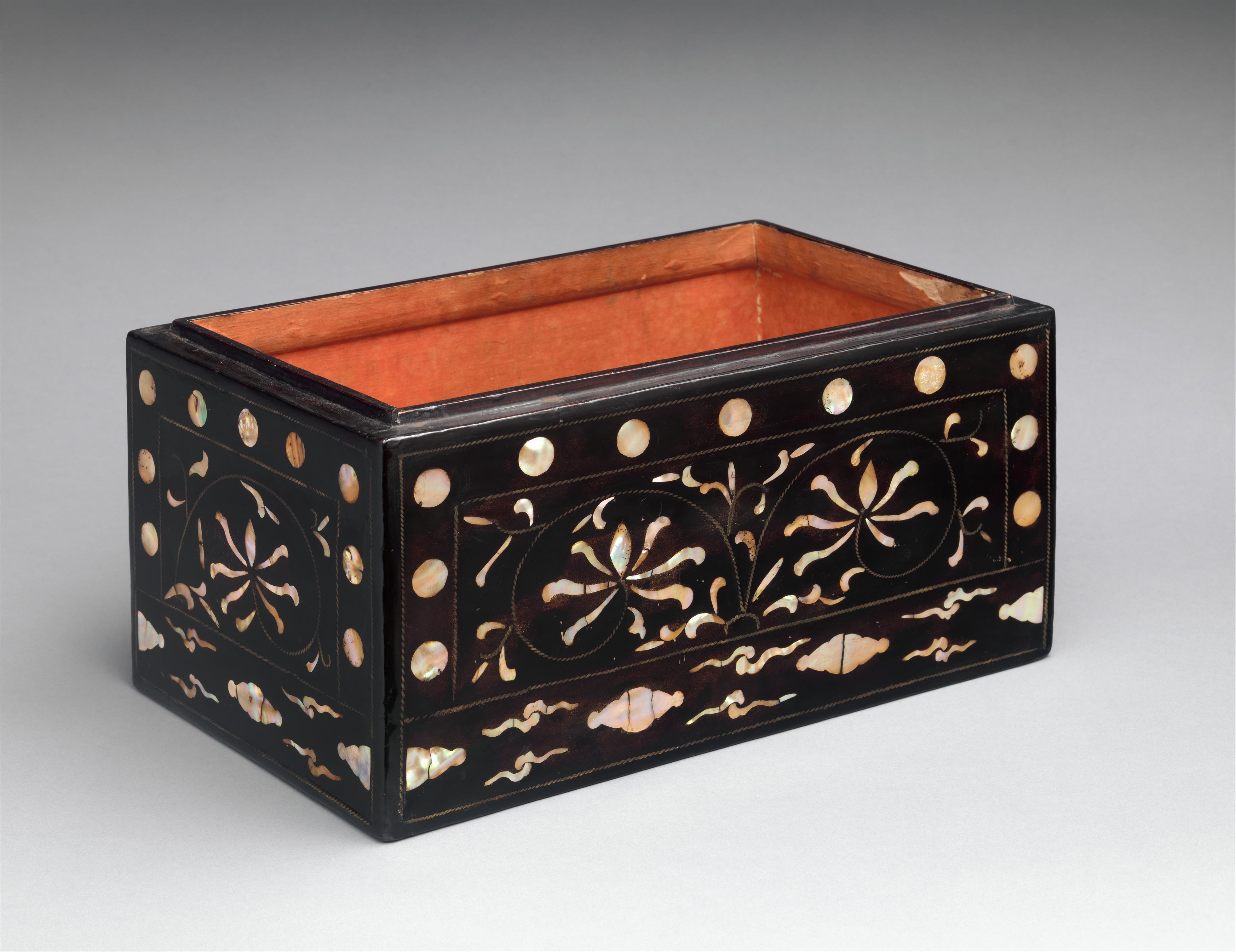
取走盒盖的螺钿漆花文函
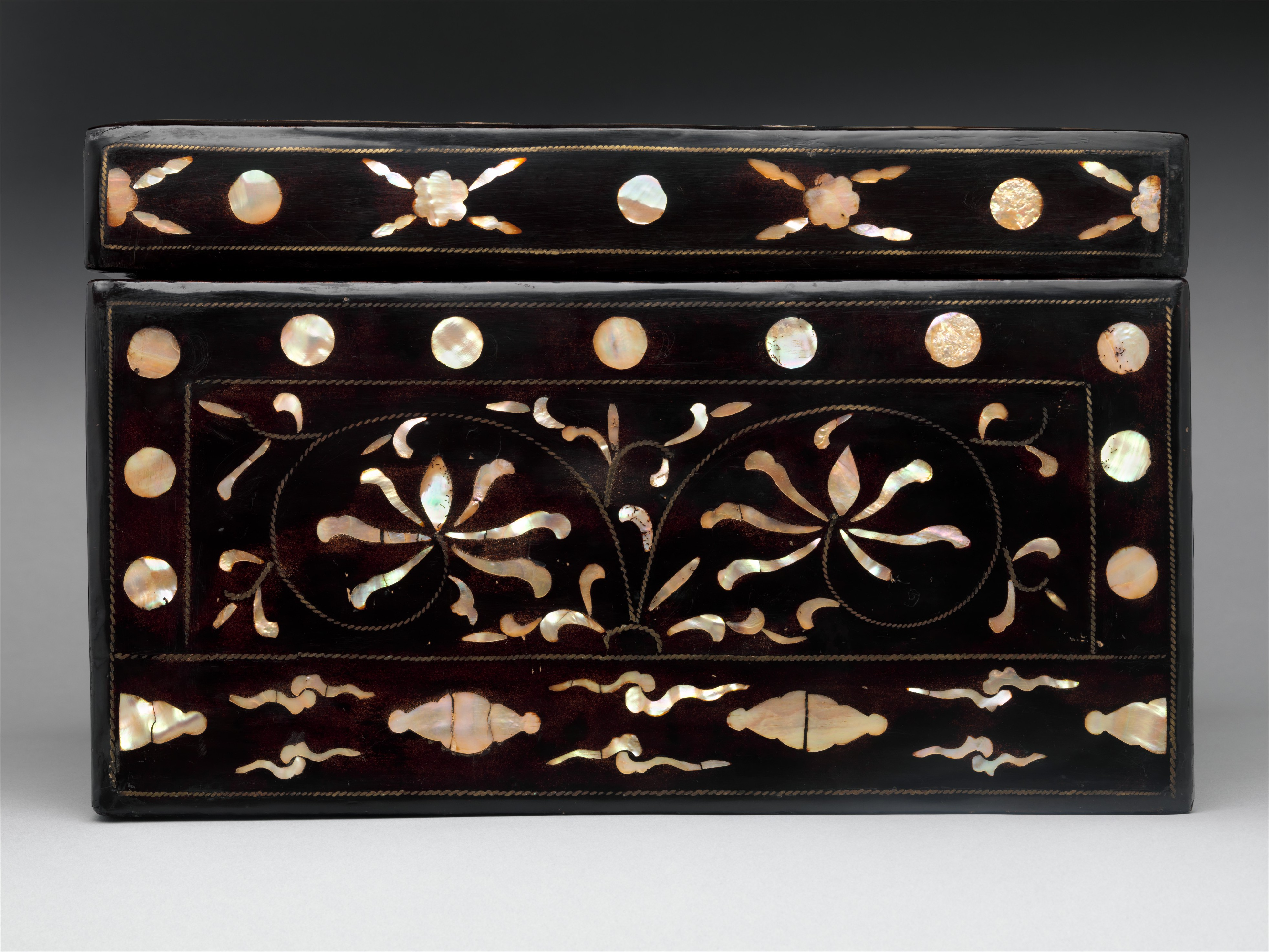
螺钿漆花文函的正面
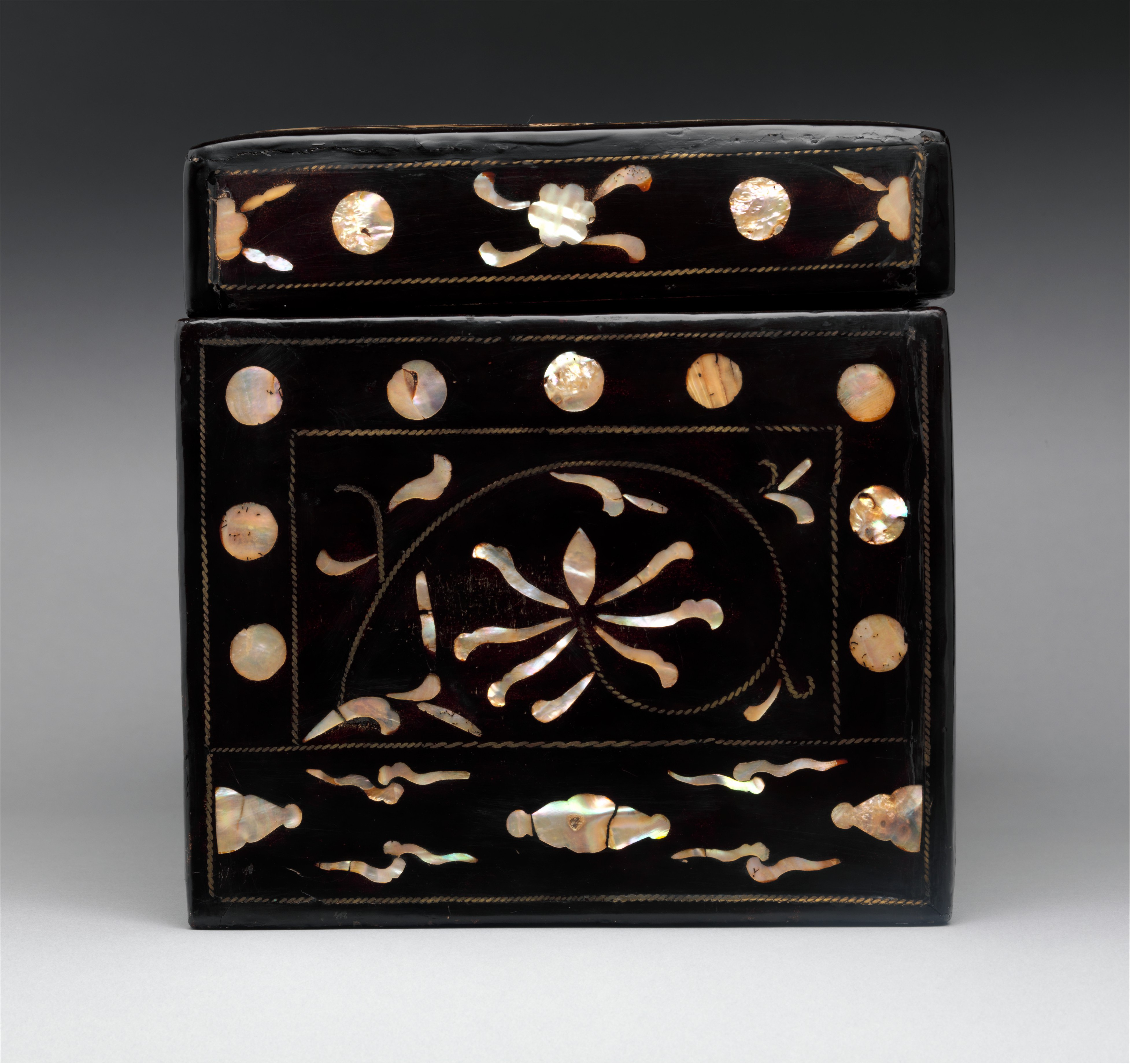
螺钿漆花文函的侧面
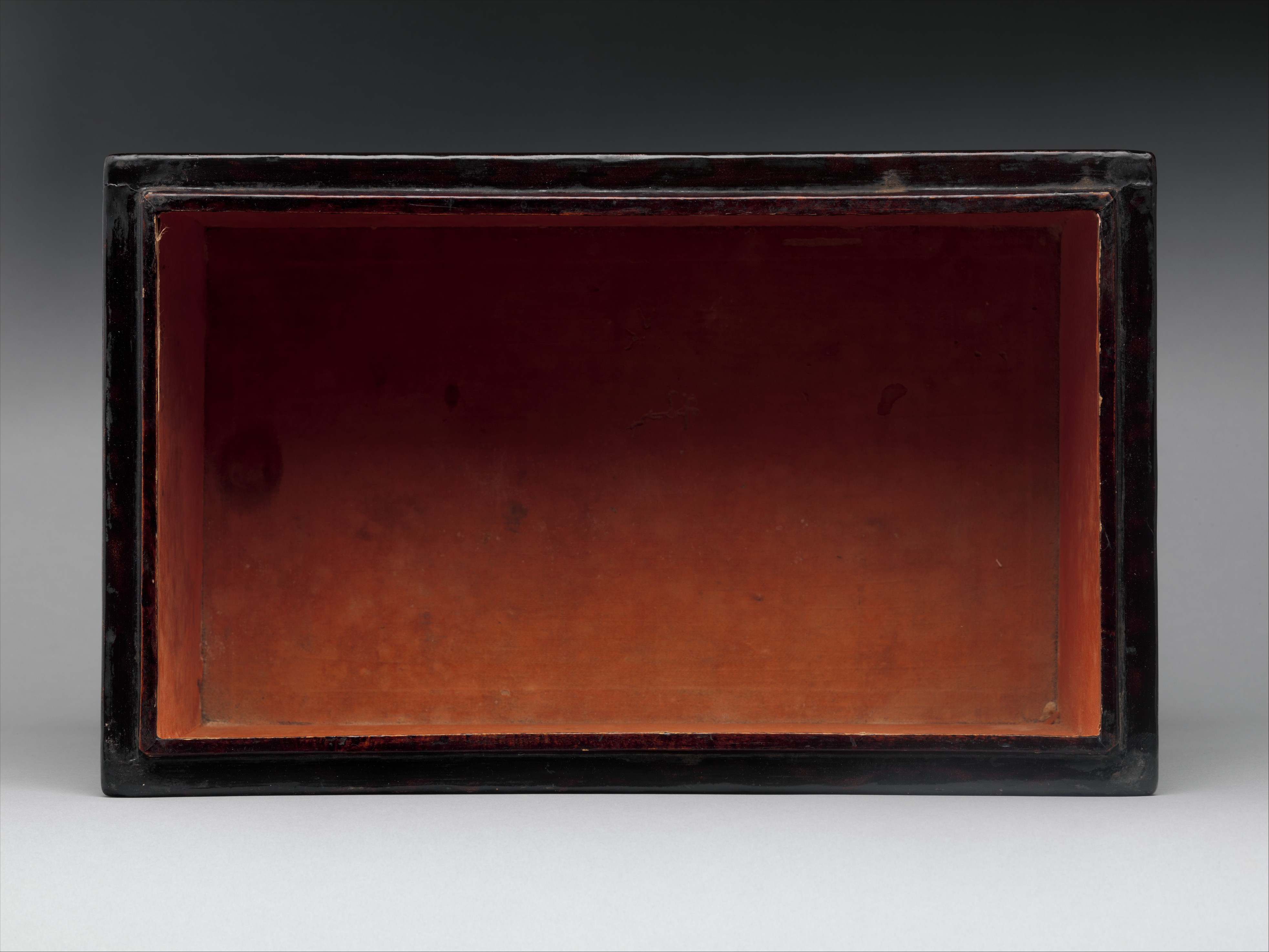
螺钿漆花文函的内部